# 오광심
오광심(吳光心, 1910년 3월 15일 - 1976년 4월 7일)은 한국 광복군에서 활약한 한국의 독립운동가이다.
평안북도 선천에서 태어난 그녀는 중국 남만주로 이주해 성장하고 결혼을 했다. 이혼 후 동명학교 교사로 재직하며 동료 교사와 재혼하고 조선혁명단에 가담해 활동하다 만주사변 이후 남편이 전근을 간 사이 동명학교 교장 김학규가 임시정부로 가는 길에 합류해 전업 독립운동가가 되었다. 1939년에는 청년공작대를 조직했다. 이듬해에는 광복군 창설에 관여했고, 이후 일본군을 탈영한 학도병의 광복군 가담을 적극 추진했다. 1940년 9월 17일에 충칭에서 대한민국 임시정부의 한국광복군이 창설될 때 김정숙, 지복영등과 함께 참여하였다. 
1945년 광복 후에 샹하이 주재 한국인들의 귀국을 도왔으며, 이후 동료들이 귀국한 이후에도 셴양 등지에서 활동하다 1948년 김학규의 장남 김일현의 요청으로 4월에 귀국해 김학규와 결혼했다.
사망 후인 1977년에 건국훈장 독립장이 추서되었다.